# جزيرة البري الكبير (ميدي)

تعديل مصدري - تعديل

جزيرة البري الكبير هي إحدى جزر مديرية ميدي التابعة لمحافظة حجة.